# Kazimierz Iranek-Osmecki

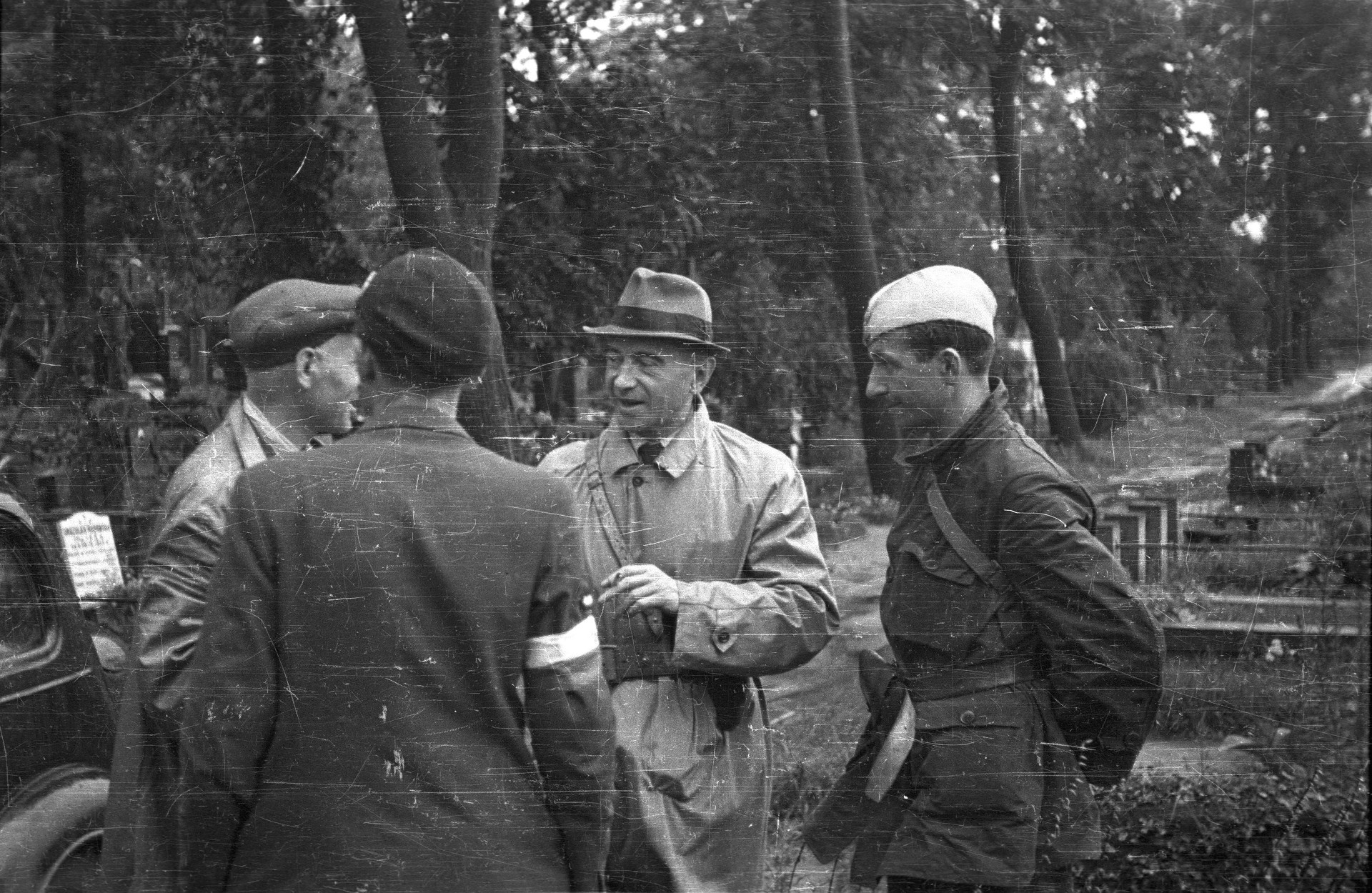
Płk „Makary” (w kapeluszu) na pozycjach Kedywu na Woli, 3 sierpnia 1944. Z prawej Stanisław Jankowski „Agaton”

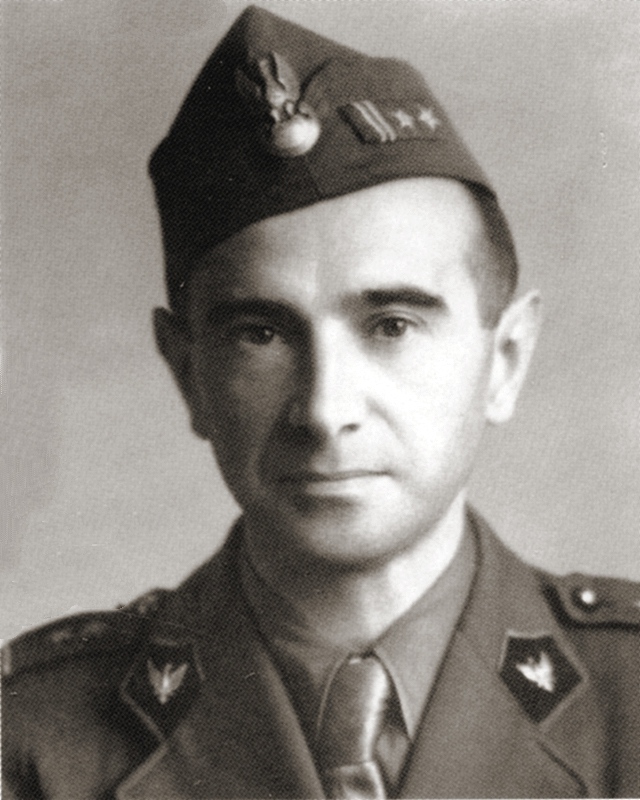
Kazimierz Iranek-Osmecki 1940

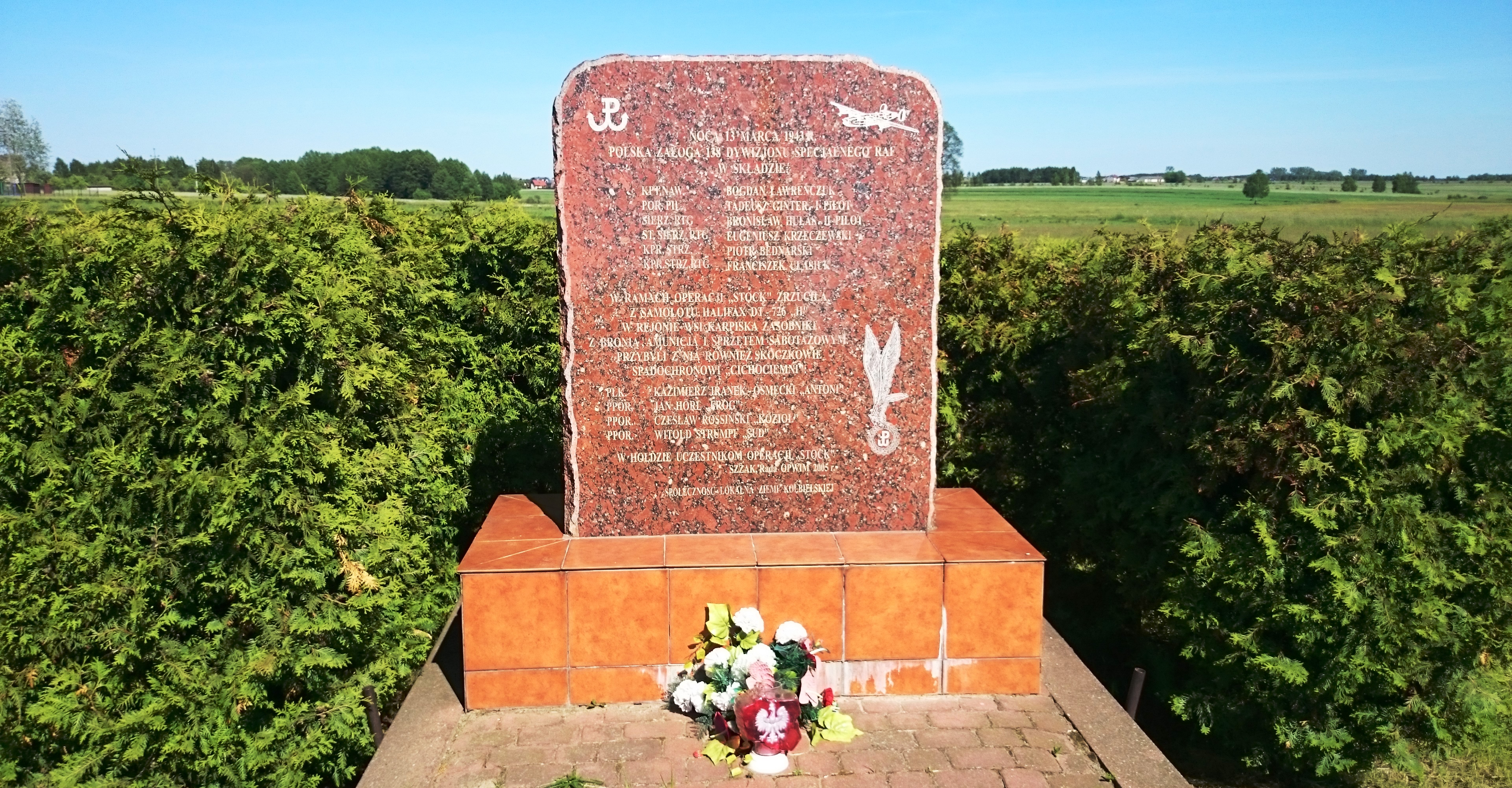
Placówka odbioru cichociemnych „Koza”, gdzie został zrzucony Kazimierz Iranek-Osmecki i kamień ją upamiętniający

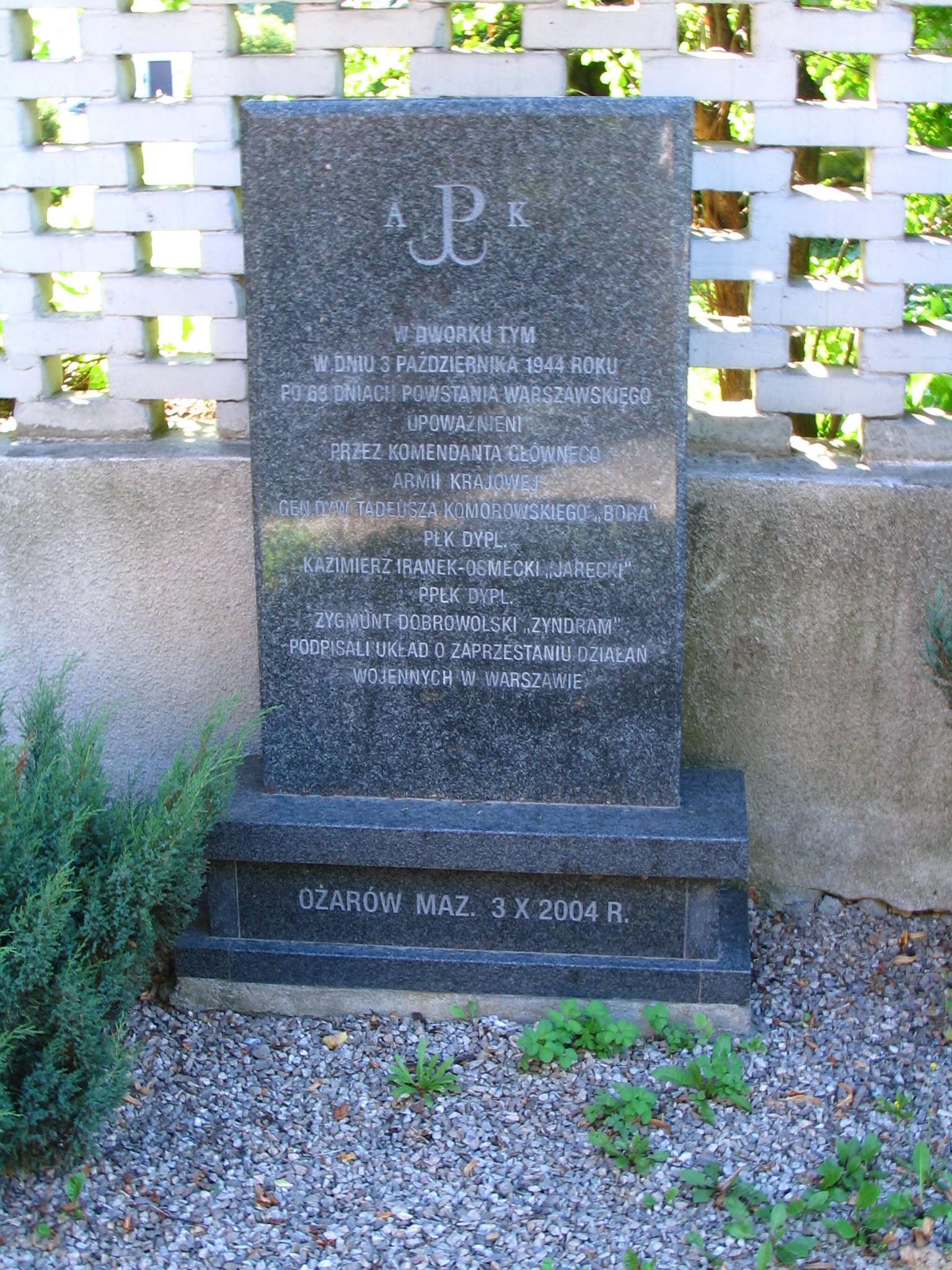
Tablica pamiątkowa odsłonięta 3 października 2004, w 60. rocznicę kapitulacji oddziałów AK w Warszawie

Kazimierz Wincenty Iranek-Osmecki, ps. Makary, Antoni, Heller, Jarecki, Pstrąg, Hański, vel Kazimierz Jarecki, Włodzimierz Ronczewski, Antoni Heller (ur. 5 września 1897 w Pstrągowej, zm. 22 maja 1984 w Londynie) – pułkownik dyplomowany piechoty Wojska Polskiego, działacz niepodległościowy, kawaler Orderu Virtuti Militari, cichociemny.

## Życiorys
Syn Jana i Antoniny z domu Gokiert urodzony 5 września 1897 we wsi Pstrągowa, w ówczesnym powiecie ropczyckim Królestwa Galicji i Lodomerii. Uczył się w c. k. II Gimnazjum w Rzeszowie. W 1913 wstąpił do Związku Strzeleckiego. W szkole uczestniczył w nauce strzelania, a w roku szkolnym 1913/1914 wraz z 8 innymi gimnazjalistami brał udział w premiowym strzelaniu w Wiedniu. Podczas I wojny światowej 20 grudnia 1915 zdał egzamin dojrzałości.
W grudniu 1916 wstąpił do Legionów Polskich i służył w II batalionie 1 pułku piechoty do lipca 1917, kiedy po kryzysie przysięgowym został wcielony do armii austriackiej. Skierowano go na front włoski, skąd zbiegł i wrócił do Krakowa. Został skierowany przez dowództwo POW w listopadzie 1917 do Iłży, gdzie był komendantem placu.
Od listopada 1918 w Wojsku Polskim. Początkowo w 23 pułku piechoty, a od stycznia 1919 w Grupie ppłk. Leopolda Lisa-Kuli. W marcu 1919 został oficerem sztabu I Brygady Piechoty Legionów. W marcu 1920 mianowany na stanowisko referenta Sekcji Piechoty w Departamencie Broni Głównych Ministerstwa Spraw Wojskowych, a w grudniu 1920 przeszedł do Dowództwa Żandarmerii Polowej. W maju 1921 został oficerem sztabu 19 Dywizji Piechoty. W okresie styczeń – wrzesień 1922 przebywał na kursie w Szkole Podchorążych Piechoty i po jego ukończeniu został dowódcą kompanii w 77 pułku piechoty i ponownie oficerem w sztabie 19 Dywizji Piechoty.
Następnie był oficerem w Biurze Personalnym Ministerstwa Spraw Wojskowych. 23 grudnia 1929 roku, po ukończeniu kursu próbnego i odbyciu stażu liniowego, został powołany na dwuletni kurs 1929/30 do Wyższej Szkoły Wojennej w Warszawie, gdzie był znany jako „jezuita”. 1 września 1931 roku, po ukończeniu kursu z drugą lokatą, mianowany oficerem dyplomowanym. Od października 1931 wykładowca. od 1935 kierownik katedry operacyjnej służby sztabów Wyższej Szkoły Wojennej. 12 marca 1933 roku awansowany na stopień majora ze starszeństwem od 1 stycznia 1933 i 16. lokatą w korpusie oficerów piechoty. W 1937 wrócił do służby liniowej i został dowódcą batalionu w 36 Pułku Piechoty Legii Akademickiej w Warszawie.
W czasie kampanii wrześniowej pełnił służbę w Sztabie Naczelnego Wodza. Był oficerem do zleceń generalnego kwatermistrza, pułkownika dyplomowanego Józefa Wiatra. 17 września 1939 przekroczył granicę z Rumunią. Od października 1939 był zastępcą szefa ekspozytury wywiadowczej Oddziału II Sztabu Naczelnego Wodza w Bukareszcie, a w grudniu został zaprzysiężony jako członek Związku Walki Zbrojnej. W czerwcu 1940 udał się do Francji, gdzie był szefem Oddziału II Komendy Głównej Związku Walki Zbrojnej. 
Po ewakuacji do Wielkiej Brytanii pod koniec czerwca 1940 został kierownikiem referatu informacyjno-wywiadowczego w Oddziale VI (Specjalnym) Sztabu Naczelnego Wodza. 6 listopada 1940, jako emisariusz Naczelnego Wodza gen. Władysława Sikorskiego, udał się do Polski. W grudniu 1940 został przeprowadzony z Węgier do okupowanej Polski przez zieloną granicę trasą kurierską „Las” przez kuriera Kazimierza Sołtysika ps. Kazek. 18 grudnia 1940 dotarł do Warszawy do gen. Stefana Roweckiego, komendanta głównego ZWZ. 21 stycznia 1941, jako emisariusz gen. Roweckiego, udał się w drogę powrotną do Londynu, gdzie dotarł 14 kwietnia 1941. Po powrocie do Londynu ponownie przydzielony do Oddziału VI, we wrześniu 1941 przydzielony, od czerwca 1942 szef Oddziału IV (kwatermistrzowskiego). W  grudniu zastępca szefa Oddziału Planowania Sztabu Naczelnego Wodza.
Zgłosił się do służby w kraju. Przeszkolony na kursach specjalnych dla kandydatów na cichociemnych, m.in. spadochronowym (STS 51, Ringway), broni pancernych, walki konspiracyjnej (STS 43, Audley End), i in. Ponadto instruktor kursu odprawowego (STS 38, Briggens).
W nocy 13/14 marca 1943, po starcie z lotniska RAF Tempsford skoczył ze spadochronem do okupowanej Polski w sezonie operacyjnym „Intonacja”,  w operacji lotniczej „Stock”, z samolotu Halifax DT-726 „H” (138 Dywizjon RAF) poza planowaną placówkę odbiorczą „Koza” 608 (kryptonim polski, brytyjskie oznaczenie numerowe pinpoints), w okolicach miejscowości Celestynów i Pilawa (brytyjski nawigator pomylił światła stacji kolejowej ze światłami placówki odbiorczej). Razem z nim skoczyli: ppor. Jan Hörl ps. Frog, ppor. Czesław Rossiński ps. Kozioł, ppor. Witold Strumpf ps. Sud.
Po skoku aklimatyzacja do realiów okupacyjnych, następnie przydzielony od 1 kwietnia 1943 jako szef Oddziału IV (kwatermistrzowskiego) Komendy Głównej Armii Krajowej. Od 7 stycznia 1944 szef Oddziału II (informacyjno-wywiadowczego) Komendy Głównej AK. Zreorganizował sieć wywiadu ofensywnego AK po aresztowaniach gestapo.
W Powstaniu Warszawskim nadal jako szef wywiadu KG AK, wraz z I rzutem Komendy Głównej AK na Woli, Starym Mieście oraz Śródmieściu. 1 października 1944 wyznaczony przez gen. Tadeusza Komorowskiego do prowadzenia rokowań kapitulacyjnych z gen. SS Erichem von dem Bachem w Ożarowie, gdzie 3 października 1944 z ppłk. Zygmuntem Dobrowolskim podpisał układ o zaprzestaniu działań wojennych w Warszawie. Od 5 października 1944 w niewoli niemieckiej, w Langwasser, Oflagu IV C Colditz, Altenmarkt im Pongau. Uwolniony 5 maja 1945.
Od 17 maja 1945 w Londynie. Został wyznaczony na stanowisko oficera sztabowego do zleceń w Gabinecie Naczelnego Wodza. W grudniu 1945 został członkiem Komitetu Organizacyjnego Koła Armii Krajowej, a następnie został członkiem Zarządu Głównego. W latach 1948–1949 był przewodniczącym Zarządu Głównego Koła AK, następnie członkiem i wiceprzewodniczącym Rady Naczelnej Koła AK. Był także od 1954 członkiem emigracyjnej Tymczasowej Rady Jedności Narodowej. W 1947 roku współzałożyciel Studium Polski Podziemnej w Londynie, jednej z najbardziej zasłużonych polskich placówek archiwalno – naukowych.
Od 1960 działał w Funduszu Inwalidzkim Koła AK, najpierw jako wiceprzewodniczący, a następnie przewodniczący. Był jednym z założycieli Studium Polski Podziemnej utworzonej w 1947. W 2 połowie 1967 wraz z Janiną Iranek-Osmecką podpisał się pod listą „Solidarności z Izraelem”, którą przygotował Józef Czapski po wojnie sześciodniowej. W 1973 otrzymał Nagrodę Pisarską Stowarzyszenia Polskich Kombatantów za pracę pt. Kto ratuje jedno życie. W 1979 był przewodniczącym Głównej Komisji Skarbu Narodowego.
Zmarł 22 maja 1984 w Londynie. Został pochowany na Cmentarzu South Ealing w Londynie (obok niego spoczęli Lidia Iranek-Osmecka ur. 1903, zm. 1985 oraz Jerzy 	Iranek-Osmecki ur. 1928, zm. 2010).

## Awanse
- podpułkownik – 19 marca 1939
- pułkownik – 14 marca 1943

Dwukrotnie odmówił propozycji awansu na generała. Po raz pierwszy pod koniec powstania warszawskiego, gdy z takim wnioskiem wystąpił gen. Bór-Komorowski, i ponownie w roku 1965, gdy podobną propozycję wysunął gen. Władysław Anders.

## Ordery i odznaczenia
- Krzyż Złoty Orderu Wojennego Virtuti Militari nr 65
- Krzyż Srebrny Orderu Wojskowego Virtuti Militari nr 5813[2]
- Krzyż Komandorski Orderu Odrodzenia Polski
- Krzyż Niepodległości – 9 listopada 1932 „za pracę w dziele odzyskania niepodległości”[23]
- Krzyż Walecznych trzykrotnie (po raz drugi i trzeci 8 czerwca 1922[24])
- Złoty Krzyż Zasługi z Mieczami
- Złoty Krzyż Zasługi – 11 listopada 1937 „za zasługi w służbie wojskowej”[25]
- Srebrny Krzyż Zasługi z Mieczami
- Srebrny Krzyż Zasługi – 10 listopada 1928[26][27]
- Krzyż Armii Krajowej
- Znak Spadochronowy nr 0039
- Bojowy Znak Spadochronowy nr 1453
- łotewski Medal Pamiątkowy 1918-1928 – 6 sierpnia 1929[28]

## Upamiętnienie
1 sierpnia 1986, w kościele św. Jacka w Warszawie, po uroczystej mszy świętej, została odsłonięta i poświęcona tablica ku czci płk. Kazimierza Iranka-Osmeckiego.
28  września 2007 imię płk. Kazimierza Iranka-Osmeckiego nadano Gimnazjum nr 1 w Cisnej.